# Stadio del ghiaccio Gianmario Scola
Lo stadio del ghiaccio Gianmario Scola è il palaghiaccio della località di Alba, frazione del comune trentino di Canazei. È in grado di ospitare 3 500 spettatori.
La pista è utilizzata anche come impianto per il pattinaggio artistico.

## Stadio
Il palazzetto del ghiaccio fu costruito a partire dal 1981, tuttavia fu ricoperto da un tetto solo nel 1987. Ospita le partite casalinghe dell'HC Fassa, squadra militante nella Italian Hockey League.
Nel 1987 ospitò tutti i campionati mondiali di gruppo B (dal nono al sedicesimo posto) di hockey su ghiaccio, validi anche come qualificazione olimpica per i Giochi di Calgary 1988. Vinse la Polonia sulla Norvegia, l'Austria e la Francia; quinta fu la Germania Est. L'Italia arrivò al sesto posto e fu la seconda delle non qualificate. Riuscì almeno a salvarsi dalla retrocessione nel gruppo C che toccò invece alle ultime due squadre (Paesi Bassi e Cina).
Nel 1994 ospitò quindici incontri del Girone B in occasione del Campionato mondiale di hockey su ghiaccio insieme al Palaonda di Bolzano e al Mediolanum Forum di Milano.
Nel 2013 fu sede delle principali partite di hockey su ghiaccio e della cerimonia di chiusura della XXVI Universiade invernale - Trentino 2013.